# Herpesvirus gàl·lid, tipus 1
El Gallid herpesvirus de tipus 1 (GaHV-1) pertany a la família dels Herpesviridae i al gènere Iltovirusi. També és conegut com a Herpesvirus aviar 1, virus de la laringotrequeitis infecciosa o de la diftèria aviar. La malaltia va ésser reconeguda com a malaltia en els pollastres als Estats Units l'any 1926 tot i que també s'ha descrit en altres aus, com ara els faisans.
El GaHV-1 és alliberat a l'ambient mitjançant secrecions i transmès a altres individus per inhalació. Els individus de ramats que no han patit exposició prèvia al virus desenvolupen casos entre dues a vuit setmanes des de la introducció del patogen, i el període d'incubació oscil·la entre sis i dotze dies. Alguns del símptomes més característics són dispnea, conjuntivitis, dificultats al respirar i posta reduïda d'ous. El nom de la malaltia prové de la severa inflamació que es dona lloc a la laringe i tràquea. Es pot donar la formació d'una membrana difterítica, la qual pot causa obstrucció de les vies. La mortalitat és típicament del 15% i actualment existeix una vacuna disponible en el mercat, tot i que no preveu les infeccions latents.

## Taxonomia i etiologia
El GaHV-1 va ser descrit per primer cop l'any 1926 com traqueolaringitis i poc més tard es va demostrar la seva etiologia viral. El terme laringotraqueitis viral va ser adoptat el 1931 pel Comitè Especialitzat en Malalties Aviars de l'Associació Veterinària Americana. Les diferents soques identificades del virus són de virulència variable i són resistents fora de l'hoste durant diverses setmanes. El GaHV-1 produeix infeccions latents en el nervi trigemin i s'excreta intermitentment durant llargs períodes.

## Morfologia
El GaVH-1 mostra una estructura complexa en multicapes on la nucleocàpside que conté l'ADN viral i on es manté separat de l'embolcall mitjançant una capa proteica anomenada tegument. La càpsida del GaHV-1 tenen un diàmetre aproximat de 125 nm. Fins a l'actualitat s'han descrit 6 classes de genomes (A-F) i la mida varia entre 120 i 300 kpb. El GaVH-1 pertany a la classe D i consisteix en dues regions de seqüències úniques (U-L i U-S) amb seqüències inverses repetides (I-R internal repeat i I-R terminal repeat) entre les seqüències U-S. El cultiu del virus es pot realitzar amb embrions de pollastre de 10 dies (MCA). S'obtenen plaques blanquinoses en la superfície y cossos d'inclusió intranuclears. També creix en cultius cel·lulars d'origen aviar.

## Genètica
La seqüència genòmica del GaVH-1 té una llargada aproximada de 147 kpb i un contingut G+C del 48,2%. Conté 76 marcs oberts de lectura, i gran part d'aquests mostren homologies amb gens característics del alphaherpesvirus prototípic, l' HSV-1. Amb tot, el GaVH-1 mostra algunes característiques estructural peculiars, com per exemple, una gran inversió interna de la regió U-L, que conté els gens UL-22 a UL44. Igualment, el GaVH-1 conté un clúster únic de cinc marcs oberts de lectura que no mostren similituds significatives entre seqüències de gens virals o bacterials coneguts en l'actualitat. Tot i que es desconeix la funció d'aquests gens, s'ha observat que són totalment indispensables per la replicació del virus in vitro. Una altra característica sorprenent del GaVH-1 és la ubicació del gen UL47, el qual expressa una proteïna del tegument i que normalment està localitzat en la regió UL en els genomes dels alphaherpesvirus. El gen UL47 del GaVH-1 no es troba en aquest regió i es creu que codifica un homòleg d'aquest gen en la regió U-S.

## Epidemiologia

### Sensibilitat
El pollastre és l'hoste natural primari, però faisans i paons també en són susceptibles, tot i que en paons s'ha demostrat que són susceptibles a la infecció en condicions experimentals. Els ous embrionats de pollastre també són susceptibles, i es poden usar per propagar el virus. Es poden observar plaques en la membrana corioalantoidea (CAM) com a resultat de reaccions de necrosi i de proliferació de teixit 2 dies després de la inoculació.

### Formes de contagi
La transmissió del virus es produeix per contacte directe entre els animals infectats i els susceptibles o indirectament per contacte amb fòmites contaminats o per contaminació ambiental.

## Patogènia
L'herpesvirus Gallid de tipus 1 es transmet fàcilment entre pollastres susceptibles, és a dir, no immunitzats. La propagació del virus es produeix a través de les vies respiratòries i oculars. El període d'incubació es troba entre els 6 i els 12 dies. La fase aguda de la infecció dura entre 6 i 7 dies i a més a més estableix latència al sistema nerviós central, especialment en els ganglis del nervi trigemin. Durant la fase de latència és asimptomàtica però la reactivació pot resultar en una infecció dels animals susceptibles en contacte amb l'infectat. La gravetat dels símptomes clínics d'aquest virus depèn de la soca particular del virus. Les taxes de mortalitat oscil·len entre el 0% i el 70%. Posant exemples, algunes de les formes epizoòtiques greus es caracteritzen clínicament per marcades dispnees i expectoracions hemorràgiques. Les formes enzoòtiques més lleus inclouen secreció nasal, conjuntivitis, sinusitis, panteix i disminució de la producció d'ous (en gallines ponedores). També podem trobar alteracions patomorfològiques en tràquea i laringe.
Les lesions microscòpiques inclouen síncits epitelials, descamació i edema de la submucosa del tracte respiratori.

## Prevenció i control
Durant molts anys el virus viu modificat s'ha utilitzat com a vacuna per immunitzar els pollastres contra la ILT. Aquestes vacunes s'administren per via intraocular i a través de l'aigua o amb mètodes d'aerosol, com a mètodes més ràpids. La utilització del patogen atenuat va resultar en animals portadors amb infecció latent i la consegüent propagació del virus de la vacuna a animals no vacunats. És per això, que l'ús de vacunes s'ha restringit a les àrees on la Laringotraqueïtis infecciosa és enzoòtica. S'han estudiat possibles vacunes amb el virus completament inactivat i també preparacions amb subunitats que contenen glicoproteïnes ILTV immunogèniques purificades. Els alts costos d'aquestes vacunes fan que el seu ús no sigui pràctic. La generació de vacunes basades en soques MLV ILTV mitjançant l'enginyeria genètica sembla un enfocament més prometedor per al desenvolupament de protocols de vacunació ILTV segurs i eficaços per al futur.